# ياكوفليف
ياكوفليف (بالروسية: Яковлева) وهي شركة روسية لتصميم وتصنيع الطائرات تم تأسيسها رسميا عام 1934 من قبل أليكساندر سيركيف ياكوفليف تحت رمز OKB-115, ولكنها بدأت بالعمل منذ 12 مايو عام 1927 عند التحليق الأول لطائرة إير-1. وتم ضم الشركة مع شركة سمولينكس إيفيايشون بلانت جوينت ستوك كومباني (Smolensk Aviation Plant Joint Stock Company) في مارس عام 1992ليصبح اسمها ياك إيركرافت كومباني ولكن بقيت الشركتين تعملان على حدة. ثم تم خصخصة الشركة ليصبح اسمها ياك إيركرافت كوربوريشون. تخطط الدولة الروسية لدمج هذه الشركة مع شركات ميكويان وسوخوي وتوبوليف وإليوشن وإيركوت ليصبحوا شركة واحدة باسم يونايتد آيركرافت كوربوريشون.

## أهم المنتجات

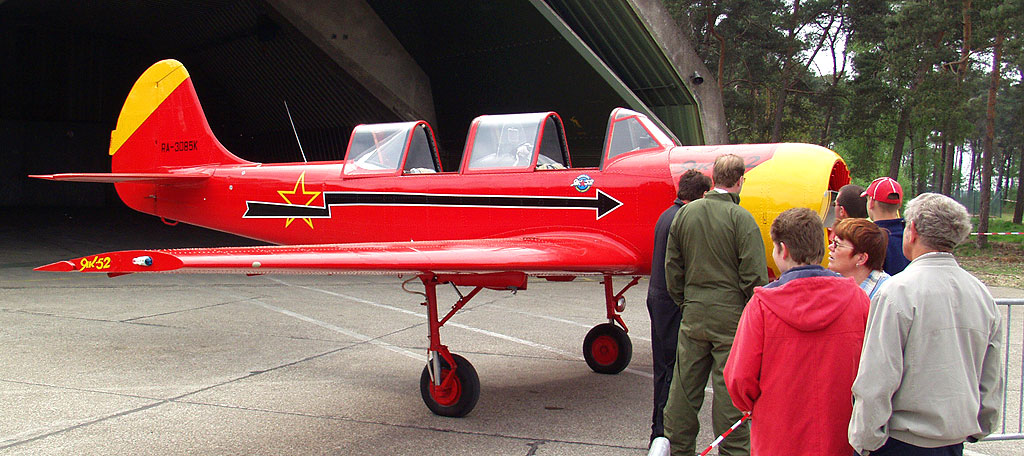
طائرةياك52

| - إير-1 - إير-2 - إير-3 - إير-4 - إير-5 - إير-6 - إير-17 - يو تي-1 - يو تي-2 - ياك-1 - ياك-2 - ياك-3 - ياك-4 - ياك-5 - ياك-6 | - ياك-7 - ياك-8 - ياك-9 - ياك-10 - ياك-11 - ياك-12 - ياك-13 - ياك-14 - ياك-15 - ياك-16 - ياك-17 - ياك-18 - ياك-18 تي - ياك-19 - ياك-23 | - ياك إي دجي - ياك-25 - ياك-25 (1947) - ياك-26 - ياك-27 - ياك-28 - ياك-30 - ياك-30 (1948) - ياك-32 - ياك-36 - ياك-38 - ياك-40 - ياك-42 - ياك-43 | - ياك-44 - ياك-46 - ياك-48 - ياك-50 (1949) - ياك-50 (1975) - ياك-52 - ياك-54 - ياك-55 - ياك-56 - ياك-100 - ياك-112 - ياك-130 - ياك-141 - ياكوفليف بوتشلا 1. |  |